# Skwer Kościuszki

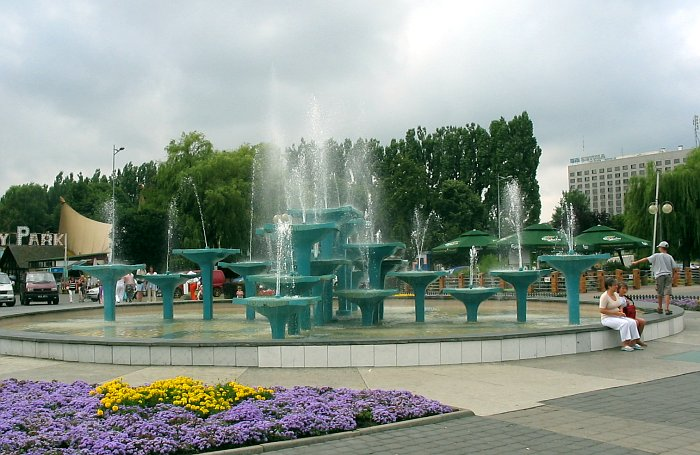
Springbrunnen auf einem Zwischenplatz, 2004.

Der Skwer Kościuszki (polnisch für: „Kosciuszko-Platz“) ist ein öffentlicher Platz und eine Parkanlage in der Innenstadt von Gdynia, Polen.
Schon ab den 1920er Jahren wurde der Platz als öffentliches Zentrum für Reden und Demonstrationen sowie Kundgebungen in Polen verwendet. So sprachen hier schon bekannte Politiker wie Lech Wałęsa und Zbigniew Brzeziński. Zur Zeit des Nationalsozialismus sollte der Platz nach dem Einmarsch der NS-Macht in Teilen Polens zum Adolf-Hitler-Platz umbenannt werden. Dies geschah jedoch nicht. Heute dient der Platz hauptsächlich als Einkaufsstraße, Erholungsmöglichkeit und Parkanlage.
Am 14. August 2008 trat der britische Rockmusiker Eric Clapton das erste Mal seit 1979 wieder in Polen auf. Er spielte im Rahmen seiner Eric Clapton World Tour 2008 auf dem Platz vor über 20.000 Zuschauern.